# Jana Krivec
Jana Krivec est une joueuse d'échecs slovène née le 30 mai 1980 à Šempeter-Vrtojba, grand maître international féminin depuis 2007.

## Biographie et carrière
Jana Krivec remporta le championnat de Slovénie à sept reprises : en 1997, 2000, 2002, 2003, 2005, 2006 et 2009. Elle a représenté la Slovénie au  championnat du monde d'échecs de la jeunesse, finissant cinquième ex æquo  dans la catégorie des moins de douze ans en 1991. En 1999, elle finit septième du championnat d'Europe junior féminin avec 7,5 points sur 11.
Jana Krivec remporta les tournois internationaux de Ptuj et Silvaplana  en 2003 et Jakarta en octobre 2005.
Son meilleur classement Elo a été obtenu en avril 2008 avec 2 362 points, qui correspond à une place dans les cent meilleures joueuses mondiales.
Elle a publié un livre en anglais : Improve Your Life by Playing a Game, Thinkers Publishing, Nevele 2020  (ISBN 9789464201024).

## Compétitions par équipe
Jana Krivec a représenté la Slovénie lors des douze olympiades féminines disputées de 1996 à 2018, jouant au premier échiquier en 2002 et au deuxième échiquier de 2008 à 2016. L'équipe de Slovénie finit neuvième de l'Olympiade d'échecs de 2006 (féminine) à Turin.
Elle a participé à neuf championnats d'Europe par équipe de 1999 à 2011, en 2015 et 2017, jouant au premier échiquier slovène en 2001 et 2003, puis au deuxième échiquier depuis 2007. L'équipe de Slovénie finit sixième du championnat d'Europe en 2007 en Crète et en 1999, à Batoumi, Krivec remporta la médaille de bronze individuelle à l'échiquier de réserve.
Avec la Slovénie, Krivec remporta la médaille d'or par équipe lors de la Coupe des pays d'Europe centrale en 2002 et 2009 (Jana Krivec jouait au premier échiquier de la Slovénie).